# Лейкв'ю (Арканзас)
Лейкв'ю (англ. Lakeview) — місто (англ. city) в США, в окрузі Бекстер штату Арканзас. Населення — 775 осіб (2020).

## Географія
Лейкв'ю розташований за координатами 36°22′27″ пн. ш. 92°32′20″ зх. д. / 36.37417° пн. ш. 92.53889° зх. д. (36.374050, -92.538831).  За даними Бюро перепису населення США в 2010 році місто мало площу 2,94 км², уся площа — суходіл. В 2017 році площа становила 2,69 км², уся площа — суходіл.

## Демографія
Згідно з переписом 2010 року, у місті мешкала 741 особа в 380 домогосподарствах у складі 253 родин. Густота населення становила 252 особи/км².  Було 434 помешкання (148/км²). 
Расовий склад населення:
| - 98,1 % — білих - 0,5 % — азіатів - 0,3 % — корінних американців |

До двох чи більше рас належало 0,8 %. Іспаномовні складали 1,5 % від усіх жителів.
За віковим діапазоном населення розподілялося таким чином: 7,6 % — особи молодші 18 років, 47,3 % — особи у віці 18—64 років, 45,1 % — особи у віці 65 років та старші. Медіана віку мешканця становила 63,3 року. На 100 осіб жіночої статі у місті припадало 101,4 чоловіків;  на 100 жінок у віці від 18 років та старших — 99,7 чоловіків також старших 18 років.
Середній дохід на одне домашнє господарство  становив 48 102 долари США (медіана — 38 523), а середній дохід на одну сім'ю — 53 487 доларів (медіана — 43 958). За межею бідності перебувало 19,4 % осіб, у тому числі 43,2 % дітей у віці до 18 років та 4,7 % осіб у віці 65 років та старших.
Цивільне працевлаштоване населення становило 222 особи. Основні галузі зайнятості: освіта, охорона здоров'я та соціальна допомога — 14,4 %, виробництво — 13,5 %, роздрібна торгівля — 13,1 %.
За даними перепису населення 2000 року в Лейкв'ю проживало 763 особи, 252 родини, налічувалося 372 домашніх господарств і 426 житлових будинків. Середня густота населення становила близько 254 особи на один квадратний кілометр. Расовий склад Лейкв'ю за даними перепису розподілився таким чином: 98,95 % білих, 0,39 % — корінних американців, 0,52 % — азіатів, 0,13 % — інших народів. Іспаномовні склали 1,31 % від усіх мешканців.
З 372 домашніх господарств в 14,0 % — виховували дітей віком до 18 років, 64,2 % представляли собою подружні пари, які спільно проживали, в 2,2 % сімей жінки проживали без чоловіків, 32,0 % не мали сімей. 28,2 % від загального числа сімей на момент перепису жили самостійно, при цьому 15,9 % склали самотні літні люди у віці 65 років та старше. Середній розмір домашнього господарства склав 2,05 особи, а середній розмір родини — 2,45 особи.
Населення за віковою діапазону за даними переписом 2000 року розподілилося таким чином: 13,6 % — жителі молодше 18 років, 3,5 % — між 18 і 24 роками, 14,3 % — від 25 до 44 років, 30,4 % — від 45 до 64 років і 38,1 % — у віці 65 років та старше. Середній вік мешканця склав 60 років. На кожні 100 жінок в Лейкв'ю припадало 102,9 чоловіків, у віці від 18 років та старше — 101,5 чоловіків також старше 18 років.
Середній дохід на одне домашнє господарство в склав 31 667 доларів США, а середній дохід на одну сім'ю — 38 482 долара. При цьому чоловіки мали середній дохід в 27 750 доларів США на рік проти 25 313 доларів середньорічного доходу у жінок. Дохід на душу населення всоставе 16 667 доларів на рік. 7,9 % від усього числа сімей в окрузі і 12,1 % від усієї чисельності населення перебувало на момент перепису населення за межею бідності, при це 19,6 % з них були молодші 18 років і 4,1 % — у віці 65 років та старше.